# TMO-Loonland AG
TV-Loonland AG fue una empresa de animación alemana que se especializaba en la producción de programas infantiles.

## Historia
TMO Film GmbH fue fundada por Peter Volkle en 1989. La compañía comenzó a trabajar en contenido animado en ese momento, y en 1993 comenzó a producir contenido animado popular. Luego, la compañía estrenó su primera película, Die Schelme von Schelm, en 1995. En el mismo año, la compañía abrió un estudio de animación en Hungría llamado Loonland Animation en Hungría, en el que TMO luego compró una participación. La compañía cambió su nombre a TMO-Loonland Film GmbH en 1997. Más tarde, la compañía compró una participación en RG Prince Films en Corea y aumentó la cantidad de programas que se producían.
A principios de 2000, la empresa cambió su nombre a TV-Loonland AG. En marzo de 2000, la empresa comenzó a buscar un agente de ventas en el Reino Unido para una expansión planificada al Reino Unido. En septiembre de 2000, la empresa compró el estudio de animación británico Telemagination.
El 3 de octubre de 2000, la compañía compró los activos del negocio de televisión de Sony Wonder, que incluían la propiedad total del estudio de animación Sunbow Entertainment, junto con una biblioteca de programación que incluía programas basados en las propiedades de Hasbro. A cambio de la compra, Sony Wonder retuvo los derechos de distribución en los EE. UU. del catálogo Sunbow y los derechos musicales europeos.
El 15 de mayo de 2001, la empresa cerró Family Harbor.
En noviembre de 2001, Loonland compró una participación del 29,9% en el distribuidor británico Metrodome Distribution.  Esta participación se incrementó posteriormente a un control operativo del 54,4% dentro de la empresa en agosto de 2002, y luego a una participación del 75% en enero de 2003. Sin embargo, en 2007, esta participación se redujo al 61,2%.
En agosto de 2005, Loonland fue demandada por el grupo de accionistas Aktieninvestor.com, luego de que la compañía los excusó deliberadamente de su AGM en agosto de 2005, luego de la violación de la Sección 21 de la Ley de Comercio de Valores cuando este último intentó aplicar una adquisición hostil dentro de Loonland. La demanda terminó a favor de TV-Loonland. El 27 de septiembre de 2005, la compañía lanzó una división de largometrajes llamada Loonland Pictures y firmó acuerdos con la rama local de 20th Century Fox y NFP Marketing como socios de marketing y distribución para las películas de las compañías, el primero de los cuales siendo Heidi, la que sería estrenada en cines en el país a finales de año.
En octubre de 2007, TV-Loonland anunció que vendería su participación del 61,2% en Metrodome Distribution. En mayo de 2008, la empresa rumana MediaPro compró el 50,1% de las acciones de Loonland en Metrodome por 3,2 millones de libras esterlinas, lo que les dejó un 11,6% que MediaPro podría comprar en el futuro.
El 14 de mayo de 2008, Hasbro adquirió los programas Sunbow basados en sus propiedades, que ahora forman parte de la biblioteca de Hasbro Studios.
En diciembre de 2009, TV-Loonland anunció que solicitaría protección por bancarrota. En 2011, el catálogo de Loonland y los activos restantes se vendieron a una empresa de entretenimiento alemana llamada m4e AG.
En febrero de 2017, Studio 100 adquirió una participación mayoritaria en m4e AG. Actualmente, Studio 100 posee los derechos de la mayor parte del catálogo de Loonland.

## Producciones

### Producción original
- Small Stories (1996, como TMO Film, coproducción con Les Films de l'Arlequin, en asociación con ARD, France 3, Canal J y EVA Entertainment)
- Robin (1996, como TMO Film, coproducción con Happy Life)
- Big Sister, Little Brother (1997, como TMO Film, coproducción con Wegelius TV)
- Ned's Newt (1997, como TMO Film (Serie 1) y TMO-Loonland Film (Serie 2-3), coproducción con Nelvana y Studio B Productions (Serie 2). También posee los derechos de distribución europeos)
- The Three Friends and Jerry (1998, como TMO Film, también tenía los derechos de distribución en Alemania)
- The Little Lulu Show (1998, Serie 3 únicamente, como TMO-Loonland Film, coproducción con CINAR Corporation)
- Fat Dog Mendoza (2000-2001, como TMO-Loonland Film, coproducción con Sunbow Entertainment y Cartoon Network Europe. También tenía los derechos de distribución en Alemania)
- Babar (2000, como TMO-Loonland Film, solo animación adicional)
- Redwall (2000-2002, solo series 2-3, coproducción con Nelvana. También tenía algunos derechos de distribución en Europa)
- Pettson y Findus (2000)
- The Famous Jett Jackson (2000, solo Serie 3, coproducción con Alliance Atlantis. También tenía los derechos de distribución en Europa)
- Cartas de Félix (2001)
- The Fantastic Flying Journey (2001, coproducción con Two Sides TV. También tenía los derechos de distribución en habla francesa, alemana, Europa del Este, Escandinavia y Benelux)[22]
- The Cramp Twins (2001-2006, coproducción con Sunbow Entertainment y Cartoon Network Europe)
- Pequeños fantasmas (2002, coproducción con Telemagination)
- Pongwiffy (2002, coproducción con Telemagination)[23]
- Something Else (2002, coproducción con Studio B Productions, excluyendo los derechos de distribución en Canadá)[24]
- Henry's World (2002-2005, Serie 1 únicamente, producida por Alliance Atlantis. También tenía los derechos de distribución en Europa)
- Metalheads (2003, coproducción con Telemagination)[25]
- Rudi & Trudi (2006, coproducción con Telemagination, ZDF Enterprises y ZDFtivi)[26]
- Pat y Stan (2007)[27]
- The Owl (2006, coproducción con Studio Hari y France Télévisions)[28]
- My Life Me (2009, coproducción con CarpeDiem Film & TV)[29]

### Adquirido de Sony Wonder /Sunbow Entertainment
- GI Joe: un verdadero héroe americano (1983)
- Los transformadores (1985)
- Súper domingo (1986)
- Jem y los hologramas (1985)
- Inhumanoides (1985)
- Robotix (1985)
- Bigfoot y las máquinas musculares (1985)
- My Little Pony y sus amigos (1986)
- Los amigos Glo (1986)
- Soñadores de la luna (1986)
- Niños con cabeza de patata (1986)
- Bucky O'Hare y las guerras de los sapos (1991)
- Cuentos de My Little Pony (1992)
- Conan el aventurero (1992)
- Conan y los jóvenes guerreros (1994)
- Sargento Savage y sus águilas  chillonas (1994)
- GI Joe Extremo (1995)
- El faro de Salty (1997)
- Los hermanos Flub (1999)
- Mega bebés (1999)
- Pez arcoiris (1999)
- Generación O! (2000)

### Solo distribución
- Clifford, el gran perro rojo (2000, Europa)[30]
- En un instante
- Yvon del Yukón (2001, Europa)
- Connie the Cow (2002, Europa excepto España)[31]
- Días de cachorros de Clifford (2003, Europa)[32]
- Pequeña princesa (2006)[33]
- Penelope (2007, Europa, Rusia, Estados bálticos, Escandinavia, Israel, Oriente Medio y África)[34]
- Señor nutria (2009)[35]

### Películas/Directo a video
- El verdadero Shlemiel (1994, como película de TMO)
- Kiss My Blood (1998, como película de TMO)
- Pettson y Findus (2000)
- Babar: King of the Elephants (1999, como TMO-Loonland, coproducción con Nelvana. También tenía los derechos de distribución en alemán)
- Heidi (2005, coproducción con Telemagination y Nelvana. También tiene los derechos de distribución en Europa)
- Adquirido de Sony Wonder/Sunbow Entertainment
- My Little Pony: La película (1986)
- Los transformadores: la película (1986)
- GI Joe: La película (1987)

Cuentos encantados de Sony Wonder (1994-1999)
- La Biblia para principiantes (1994-1990)
- León de Oz (2000)

### Especiales
- Los últimos osos polares (2000, producido por Telemagination)
- Donner (2001, coproducida con Sunbow Entertainment y Rainbow Studios)

### Adquirido de Sony Wonder / Sunbow Entertainment
- GI Joe: La venganza de Cobra (1984)
- Transformadores: cinco caras de la oscuridad (1986)
- Visionarios: Caballeros de la Luz Mágica (1987)
- Transformadores: El regreso de Optimus Prime (1986)
- Transformadores: el renacimiento (1987)
- Los GloFriends salvan la Navidad
- Entrega especial de Papá Noel
- Dorothy en la Tierra de Oz